# Samostanska učna pot Studenice
Samostanska učna pot Studenice je naravoslovna učna pot, ki poteka okoli samostanskega kompleksa Studenice, v glavnem skozi gozd. Najdemo jo v vasi Studenice v občini Poljčane, edini občini v Sloveniji, ki ima status učne občine.
Učna pot je dolga dober kilometer, na njej pa pohodnik spozna celo vrsto gozdnih rastlin in predvsem različne drevesne vrste. Posamezna drevesa so označena z ličnimi tablicami pritrjenimi na lesenih stebričkih. Na približno polovici poti se nahaja kraški izvir Toplega potoka. Na več mestih iz pobočja Boča vre voda, ki ima stalno temperaturo poleti in pozimi 15 ºC. Zakaj je tako, obstaja več legend.
V neposredni bližini je tudi opuščen rimski kamnolom, ki danes občasno služi tudi kot plezališče.
Območje okoli izvirov in kamnoloma je urejeno kot izobraževalna točka, pravijo pa, da ima lokacija tudi ugodne bioenergetske učinke na ljudi.
V nadaljevanju gre učna pot mimo samostanskega obzidja, kjer je tudi nunsko pokopališče. Na tem mestu je na desni strani obsežen samostanski vinograd, ki pa je trenutno precej zapuščen in zaraščen. Od učne poti se ocepi krajša steza, ki pripelje do ruševin gradu, ki so ga nune uporabljale za zatočišče pred napadi Turkov in je bil s samostanom povezan po rovih, ki so danes zasuti. Krajevno Turistično društvo grad uporablja za različne prireditve.
Na koncu učne poti pridemo do upravnega poslopja - župnišča, ki je še v uporabi za verouk. Tukaj je manjši park, v njem pa stoji sodoben kip Zofije Rogaške, ustanoviteljice samostana Dominikank v Studenicah v 13. stoletju. Kip je izdelal umetnik Franci Černelč in je bil postavljen leta 2008.
Učna pot ima naslednje informativne točke:
- Struga Toplega potoka.
- Ostanki rimske ceste.
- Izvir Toplega potoka.
- Ostanki rimskega kamnoloma.
- Nunsko pokopališče.
- Studeniška graščina.
- Potomka najstarejše trte z Lenta v Mariboru
- Župnišče.
- Kip Zofije Rogaške.
- Marijino stebelno znamenje.
- Živa voda pred samostanom.
- Samostanske stavbe.
- Samostanske lipe z ribnikom in izvirom.
- Cerkev Sv. Treh kraljev in južnoameriški cipresi Kleki

V neposredni bližini samostana ima TD Samostan Studenice urejeno tudi peč za žganje apna. Ta običaj prikazujejo bo različnih priložnostih. Znamenite pa so tudi žive jaslice.